# Гелен (Людвігслюст-Пархім)
Гелен (нім. Göhlen) — громада в Німеччині, розташована в землі Мекленбург-Передня Померанія. Входить до складу району Людвігслуст-Пархім. Складова частина об'єднання громад Людвігслуст-Ланд.
Площа — 13,84 км2. Населення становить 564 ос. (станом на 31 грудня 2020).